# Trichocerota ruficincta
Trichocerota ruficincta is een vlinder uit de familie van de wespvlinders (Sesiidae), onderfamilie Tinthiinae.
Trichocerota ruficincta is voor het eerst wetenschappelijk beschreven door George Francis Hampson in 1893. De soort komt voor in het Oriëntaals gebied.